# 織田信實
織田信實（生年不詳—卒年不詳）是日本戰國時代武將。織田氏家臣。父親是織田信定。通稱四郎次郎。

## 生平
生年不詳，家中四男。父親信定是尾張國織田彈正忠家當主。天文11年（1542年）8月10日，在小豆坂之戰中跟隨哥哥織田信秀參戰（『信長公記』）。
被迎為養子的織田信昌（織田信光的兒子）在長島一向一揆的戰事中戰死。孫女（津田長義的女兒）嫁給福島正則，孫兒多數成為福島家臣（『津田系譜』）。